# Cottus rhenanus
Cottus rhenanus är en fiskart som  ingår i  familjen simpor. IUCN kategoriserar arten globalt som livskraftig.